# Filipe Neri Ferrão
Mons. Filipe Neri António Sebastião do Rosário Ferrão (* 20. ledna 1953, Aldona, Indie) je indický katolický kněz, biskup, dnes sídelní arcibiskup a metropolita v Goa a Damão, Patriarcha Východní Indie ad honorem a od roku 2022 kardinál.

## Život
Narodil se v portugalské Goa roku 1953. Po základním teologickém vzdělání a formaci v semináři v Panadží získal licenciát biblické teologie na římské Urbanianě (1988) a licenciát z katechetiky a pastorální teologie na bruselském mezinárodním institutu Lumen Vitae (2001). Působil v pastoraci Arcidiecéze Goa a Damão, 25. ledna roku 1994 byl jmenován pomocným biskupem a titulárním biskupem vanarionským, biskupské svěcení přijal v dubnu téhož roku. 16. ledna 2004 jej Jan Pavel II. jmenoval arcibiskupem goánským s čestným titulem patriarcha Východní Indie, v roce 2006 se jeho arcidiecéze stala metropolitní.

### Kardinálská kreace
V neděli 29. května 2022 papež František ohlásil, že na konzistoři dne 27. srpna 2022 jmenuje 21 nových kardinálů, mezi nimi i Monsignora Ferrãa.
V srpnu 2022 byl kreován kardinálem ve třídě kardinál-kněz. Stal se po 465 letech existence diecéze Goa jejím prvním kardinálem.